# Pere March (poeta)
Pere March (València, nascut entre 1336 i 1338 – Balaguer, 1413) va ser un poeta valencià medieval, també conegut com a Mossén Pere March. Fill de Jaume March I, Senyor d'Eramprunyà, i de Guillemona d'Esplugues.
Va lluitar al costat del seu germà Jaume March II contra Pere I el Cruel i va ser fet presoner a la batalla de Nájera (1367) pel Príncep Negre d'Anglaterra. Es va establir a València i fou tresorer del duc reial de Gandia. Del seu segon matrimoni el 1395 amb Elionor Ripoll neta del senyor del Genovés) va néixer Ausiàs March, una de les màximes referències de la poesia en català de tots els temps. Fou precisament a Ausiàs a qui anomenà fill primogènit en el seu testament atorgat a Xàtiva (1413).
Pere March acudí la ciutat de Balaguer en una missió de caràcter incert relacionada amb l'alçament de Jaume II d'Urgell en contra de Ferran d'Antequera. Morí en aquesta ciutat, amb 75 anys, el 7 de juny de 1413. L'any següent el seu cos fou traslladat i soterrat al monestir de Sant Jeroni de Cotalba.
De Pere March, de qui es conserven cinc obres morals, va dir el Marqués de Santillana: Mosén Pere March el viejo, valiente y noble caballero, fizo asaz fermosas cosas, entre las quales escribió proverbios de grant moralidat.

## Obra
Poemes conservats de Pere March:
- A vos, madona, qui sabets
- A vos, mout aut senyor
- Al punt c’om naix comensa de morir
- Blanxa y bella n'es la costa
- Cest falç de mon no·l presi un puges
- Cest qui ço fay d'on li deu seguir dan
- Dompna·m platz ben arreada
- Dona val tan com de far mal c’estra
- Jo·m maravelh com no·s ve qui hulhs ha
- Mon car senyor N'Amfos
- Tots grans senyors qui be vol avenir